# أدولفوس إتش. تانر
أدولفوس إتش. تانر هو محامي وسياسي أمريكي، ولد في 23 مايو 1833، وتوفي في 14 يناير 1882 في Whitehall, New York ‏ في الولايات المتحدة. نشط حزبياً في الحزب الجمهوري. وقد انتخب عضو مجلس النواب الأمريكي ‏.